# Blok prawej odnogi pęczka Hisa
Blok prawej odnogi pęczka Hisa (ang. right bundle branch block, RBBB, łac. dissociatio intraventricularis rami dextri fasciculi Hisi) – podczas bloku prawej odnogi pęczka Hisa, prawa komora serca aktywowana jest za pomocą impulsów przemieszczających się nie bezpośrednio poprzez prawą odnogę pęczka, lecz poprzez lewą odnogę pęczka. W przypadku niezupełnego bloku prawej odnogi pęczka Hisa również bezpośrednio, choć w sposób ograniczony.
Blok może towarzyszyć zaburzeniom krążenia, zapaleniu serca, większemu obciążeniu prawej komory, zatruciom.
Bloki te nie objawiają się klinicznie i, występując same, bez odpowiednich objawów, nie są chorobą i nie wymagają leczenia. W przeciwieństwie do bloku lewej odnogi nie mają też koniecznej korelacji z chorobami serca.
- w zupełnym RBBB osłuchowo stwierdza się rozdwojenie pierwszego tonu serca lub ruchome oddechowo szerokie rozdwojenie drugiego tonu (pogłębia się w czasie wdechu),
- niezupełne RBBB (IRBBB) są traktowane jako stany normalne.

## Etiologia
Blok prawej odnogi może towarzyszyć przebiegu wad serca, choroby niedokrwiennej serca, w idiopatycznym włóknieniu serca oraz po zażyciu niektórych leków. IRBBB występuje w ASD typu I.

## Kryteria
Kryteria rozpoznania RBBB:

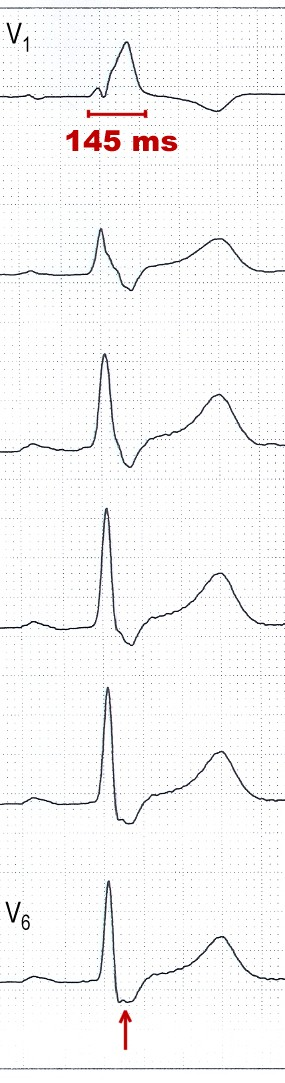
RBBB: morfologia zespołów QRS w odprowadzeniach przedsercowych

1. Czas trwania zespołu QRS ≥0,12 s
2. Zespoły QRS wysokie, zazębione, typu rsR', rSR', rsr', rzadko typu szerokiego R w V1-V2
3. Zwykle przeciwstawny kierunek odcinków ST i załamków T względem głównego wychylenia zespołów QRS.

Kryteria rozpoznania niezupełnego RBBB (IRBBB):
1. Czas trwania zespołu QRS <0,12 s
2. Opóźnienie ujemnego zwrotu w V1 >0,045 s
3. Zespół QRS z wtórnym załamkiem r' (R') w V1

## Klasyfikacja ICD10
| kod ICD10     | nazwa choroby                                       |
| ------------- | --------------------------------------------------- |
| ICD-10: I45.0 | Blok prawej odnogi pęczka Hisa                      |
| ICD-10: I45.1 | Inne i nieokreślone bloki prawej odnogi pęczka Hisa |